# Drenaje

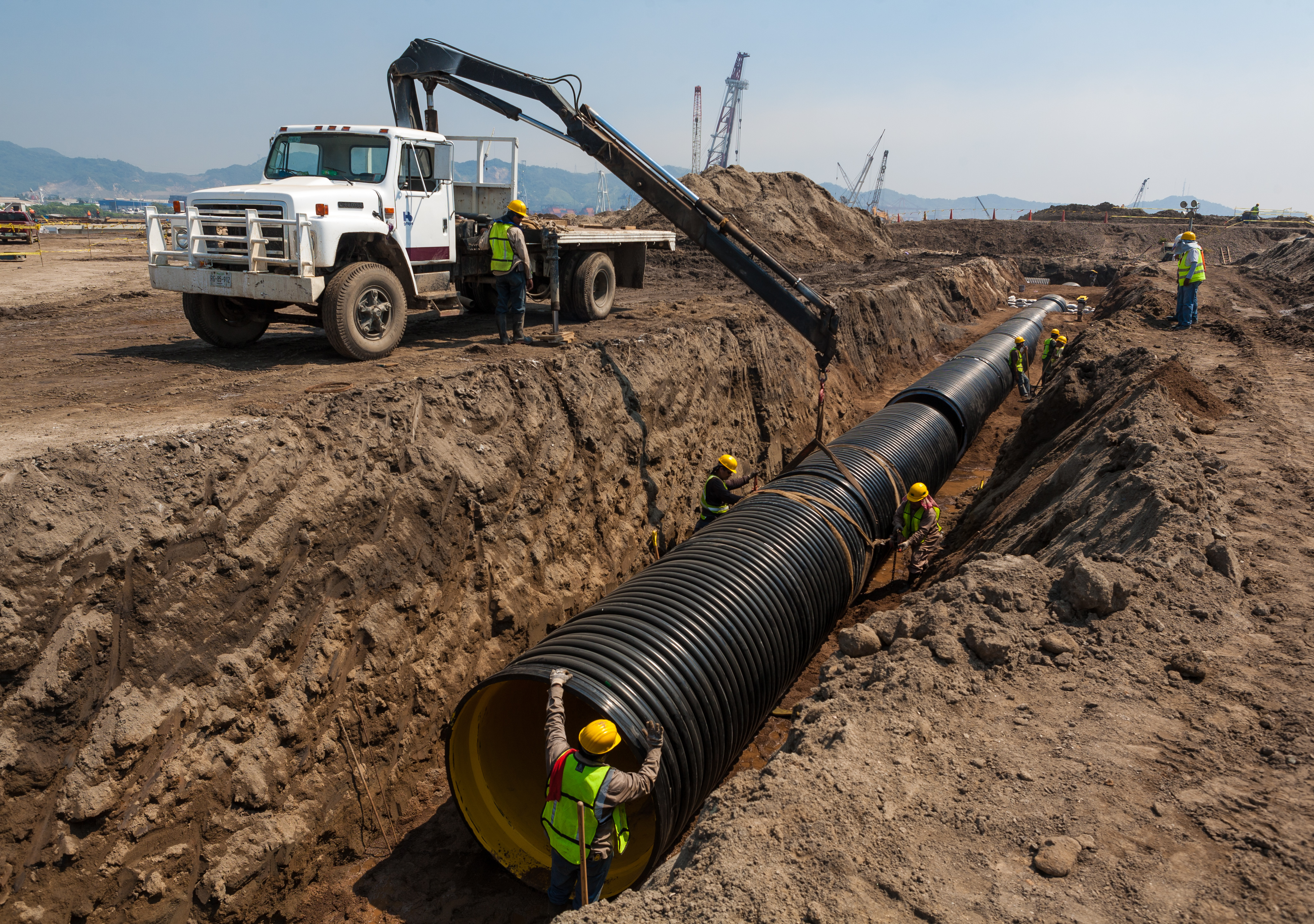
Instalación de tubería de polietileno de alta densidad en un proyecto de drenaje pluvial en México.

El drenaje es la eliminación natural o artificial del agua superficial y del agua subterránea de un área con exceso de agua. El drenaje interno de la mayoría de los suelos agrícolas es lo suficientemente bueno como para prevenir el anegamiento severo (condiciones anaeróbicas que dañan el crecimiento de las raíces), pero muchos suelos necesitan drenaje artificial para mejorar la producción o para administrar los suministros de agua. En ingeniería y urbanismo, es el sistema de tuberías, sumideros o trampas, con sus conexiones, que permite el desalojo de líquidos, generalmente pluviales, de una población.

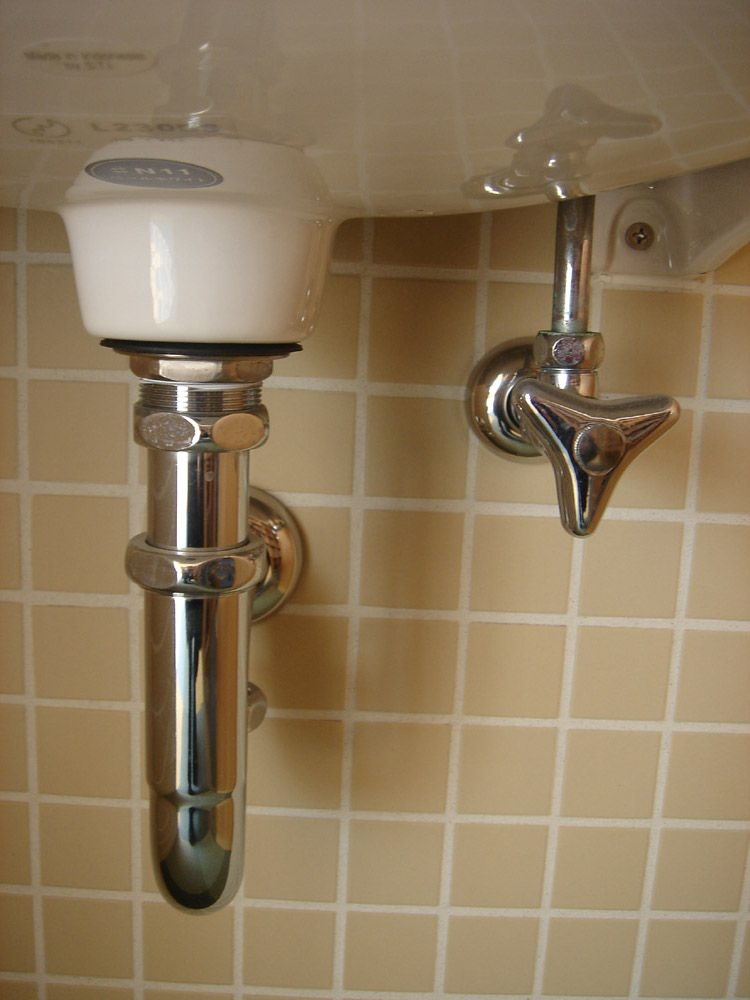
Conexión de un lavabo al drenaje en una casa.

## Tipos de drenaje

### Drenaje sanitario
Se llama drenaje del baño sanitario al que transporta los desechos líquidos de casas, comercios y fábricas no contaminantes. En algunas ciudades son dirigidos a plantas depuradoras para su tratamiento y posterior vertido a un cauce que permita al agua continuar el ciclo hidrológico.

### Drenaje pluvial
Se conoce con este nombre al sistema de drenaje que conduce el agua de lluvia a lugares donde se organiza su aprovechamiento.
En muchas localidades no se realiza la diferenciación entre drenaje sanitario y pluvial y todo el material recolectado es concentrado al mismo destino causando que todos los tipos de desechos se junten.

## Funcionamiento
El drenaje funciona gracias a la gravedad.Las tuberías se conectan en ángulo descendente, desde el interior de los predios a la red municipal, desde el centro de la comunidad hacia el exterior de la misma. Cada cierta distancia se perforan pozos de registro verticales para permitir el acceso a la red con fines de mantenimiento.
En el caso del drenaje pluvial, en el pavimento de las calles se establecen alcantarillas, conectadas directamente a la tubería principal, para captar el agua de lluvia.

## Historia
Se han encontrado vestigios de sistemas de drenaje en civilizaciones tan antiguas como las del Valle del Indo; sin embargo, estas eran superficiales y no subterráneas.
En el Imperio romano el sistema era eficiente pero pestilente: la Cloaca Máxima, anterior a la época imperial, que todavía existe actualmente, constituye un ejemplo notable de la ingeniería sanitaria romana. Se utilizó preferentemente para desecar las aguas pantanosas del subsuelo.
La primera red de drenaje subterráneo se construyó en París, Francia, en el siglo XIX. Muchas ciudades de la Europa Central al lado de grandes ríos han tenido que construir grandes obras hidráulicas para el drenaje de las aguas fecales o servidas: tal es el caso de Viena, donde se canalizó una parte del Danubio para que sirviera de puerto fluvial y se construyó una extensa red de drenaje subterráneo que se muestra parcialmente en la película El tercer hombre.

## Peligros

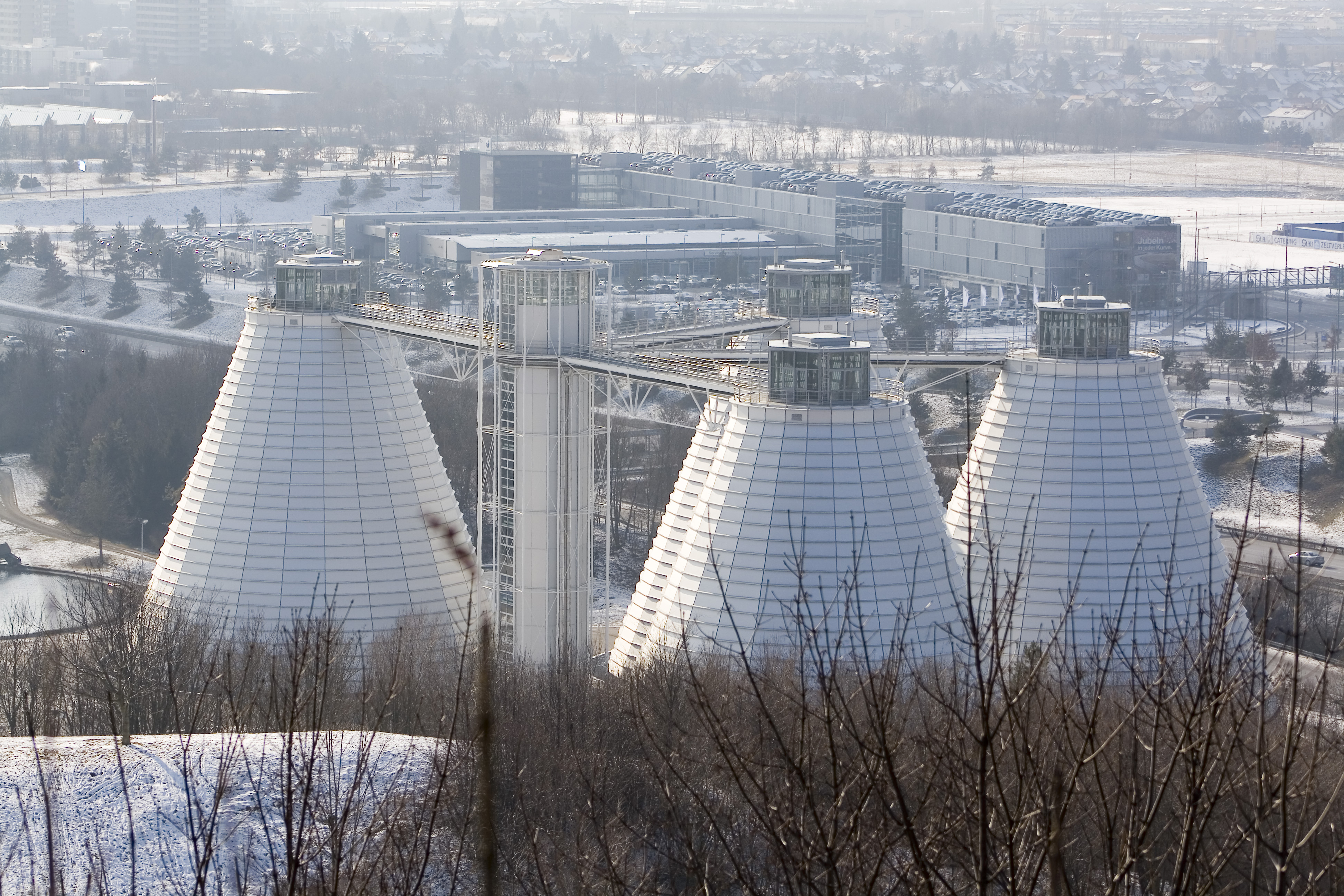
Instalación de tratamiento de aguas en las cercanías de Múnich, Alemania.

Puesto que los sistemas de drenaje permiten el desalojo de desechos domésticos y comerciales sin control, es posible que se contaminen con materiales peligrosos y hasta tóxicos. Normalmente en pequeñas cantidades, no representan un peligro a corto plazo.
Cuando son vertidos en estas redes grandes volúmenes el peligro es mayor, como sucedió en la ciudad de Guadalajara, Jalisco, México el 22 de abril de 1992, cuando un derrame de combustible en el sistema de drenaje sanitario provocó varias explosiones a lo largo de ocho kilómetros, en el sector Reforma, provocando varias muertes.
Un ejemplo lamentable del problema de la insuficiencia de drenaje urbano de una gran ciudad es el que sufrió la ciudad de Nueva Orleans, en los Estados Unidos, cuando el huracán Katrina ocasionó, a fines de agosto del 2005, una catastrófica inundación exacerbada por la dificultad en drenar rápidamente las partes inundadas y la rotura de los diques del Río Misisipi que inundaron la ciudad a un nivel más alto, incluso después de haber pasado el huracán. 
La inundación fue tan severa que ocasionó la muerte de unas 29.000 personas y daños enormes, difíciles de evaluar. La experiencia de dicho huracán parece recomendar que junto a los diques del río deberían haberse construido tuberías que recogieran las aguas en aberturas de los diques a partir de cierto nivel, y las condujeran a la costa, donde desembocarían, limitando así las posibilidades de inundación.